# Alessandro Moretto

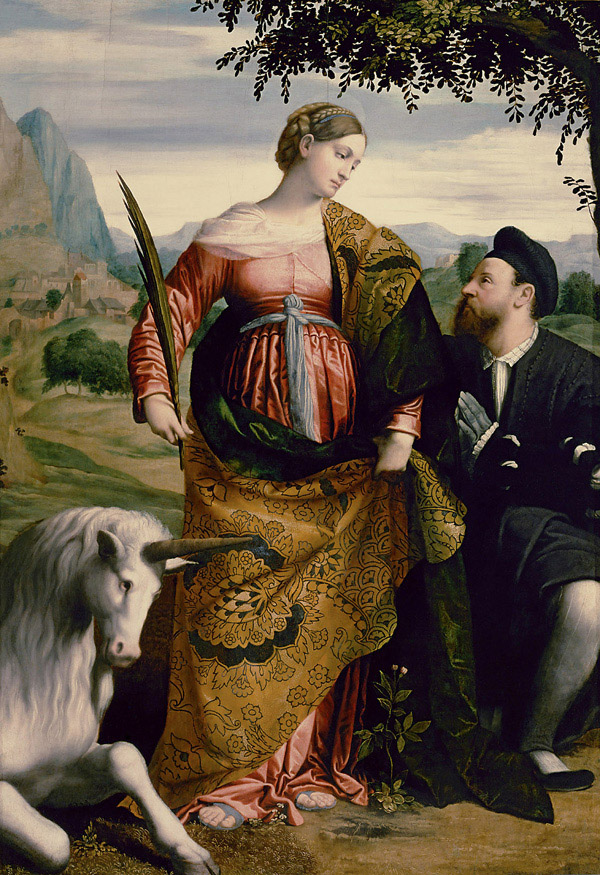
Moretto da Brescia: Die Hl. Justina mit dem Einhorn, verehrt von einem Stifter, 1530–34, Kunsthistorisches Museum, Wien

Alessandro Bonvicino, gen. il Moretto oder Moretto da Brescia (auch Alessandro Moretto; * um 1498 in Brescia; † Dezember 1554 ebenda) war ein italienischer Maler und Freskant.

## Leben
Alessandro Bonvicino wurde um 1498 in Brescia geboren. Das Jahr seiner Geburt ergibt sich aus einem Dokument von 1548, als er „ungefähr 50“ Jahre alt war. Seine väterliche Familie stammte aus Ardesio, von seinem Großvater namens Moretto stammt Alessandros Beiname „il Moretto“ oder „Moretto da Brescia“. Sein Vater Pietro (gestorben vor 1515) und dessen Bruder Alessandro (gestorben vor 1484) waren bereits Maler, von deren Arbeiten jedoch fast nichts erhalten ist. Abgesehen davon, dass Moretto die Anfangsgründe der Malerei wahrscheinlich von seinem Vater erlernt haben muss, ist über seine Ausbildung ist nichts bekannt.

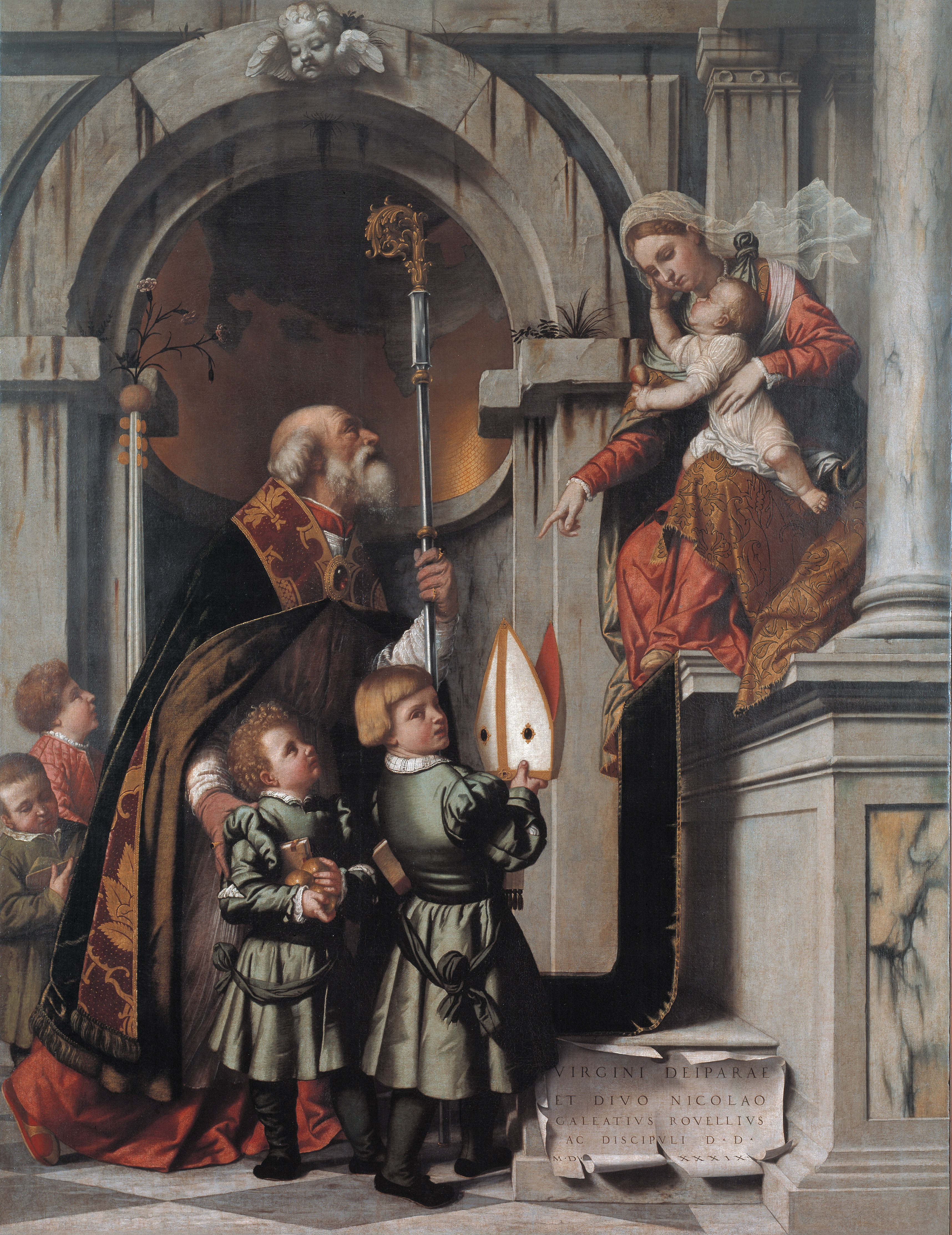
Der hl. Nikolaus von Bari stellt der Madonna die Schüler des Galeazzo Rovelli vor (Pala Rovelli), 1539, Pinacoteca Tosio Martinengo, Brescia

Alessandro Moretto verbrachte fast sein ganzes Leben in Brescia und schuf in erster Linie religiöse Bilder. Bereits 1514 erhielt er einen Auftrag für die Dekoration einer Kapelle der Klosterkirche Santa Croce seiner Heimatstadt, die er mit Darstellungen aus dem Leben der Hl. Maria Magdalena ausmalte, welche heute verloren sind. Zwischen August 1515 und September 1518 arbeitete er zusammen mit Floriano Ferramola an Bildern für die Orgelflügel im Alten Dom (Duomo Vecchio) von Brescia. Dabei malte Alessandro die inneren Darstellungen der Heiligen Faustinus und Giovita (heute in Santa Maria in Valvendra, Lovere). Das hohe malerische Niveau dieser Bilder hat in der Vergangenheit gelegentlich zu Zweifeln über sein Alter bzw. Geburtsjahr geführt.
Zwischen 1517 und 1522 erfüllte er regelmäßig diverse Aufgaben für die Domschule von Brescia. Ein erstes erhaltenes datiertes Werk ist der Christus am Kreuz mit einem Stifter aus dem Jahr 1518 in der Accademia Carrara (Bergamo); das Datum ist allerdings wegen einer ungeschickten Restaurierung inzwischen nicht mehr zu erkennen.
Gemeinsam mit Romanino arbeitete er von 1521 bis 1524 an der Dekoration der Sakramentskapelle in der Kirche San Giovanni Evangelista in Brescia. Von Morettos Hand sind die Mannalese, das Letzte Abendmahl, Elias und der Engel, die Hln. Markus und Lukas und sechs Halbfiguren von Propheten.

Die Himmelfahrt Mariä im Duomo Vecchio schuf er zwischen 1524 und 1526.
Obwohl er in erster Linie religiöse Bilder schuf, sind auch Morettos Porträts von großem Interesse: sein Bildnis eines Edelmannes von 1526 in der National Gallery (London) ist laut Begni Redona das erste ganzfigurige Porträt überhaupt. Von seinem Vorbild als Porträtist profitierte besonders sein Schüler Giovanni Battista Moroni.
Lorenzo Lotto lud Moretto in einem Brief vom 8. Dezember 1528 ein, an der Dekoration der Santa Maria Maggiore von Bergamo mitzuwirken. Am 16. Januar 1529 erhielt er eine Bezahlung für die Reise von Brescia nach Bergamo und für diverse Arbeiten im Chorraum der Kirche, die jedoch nicht identifiziert sind.
Mehrmals arbeitete der Maler mit dem bedeutenden Orgelbauer Giovanni Giacomo Antegnati zusammen, mit dem er sich laut einem Brief vom Dezember 1530 in Mailand wegen der Restaurierung der Orgel des Domes von Salò getroffen hatte. 1536 folgten Malereien für die neue Orgel im Duomo Vecchio von Brescia.
Anfang der 1530er Jahre entstanden wichtige Altarbilder für die Kirchen San Francesco, Santa Maria Calchera und San Giovanni Evangelista in Brescia, und eine Madonna für Sant’ Alessandro in Bergamo. Etwa aus demselben Zeitraum stammt die berühmte Hl. Justina mit dem Einhorn und einem Stifter, die sich heute im Kunsthistorischen Museum in Wien befindet.
Da Morettos Werke zum Teil venezianische Einflüsse zeigen, wurde ein Aufenthalt in Padua – wo er Werke von Tizian gesehen haben könnte – oder in Venedig, zusammen mit Romanino, angenommen.

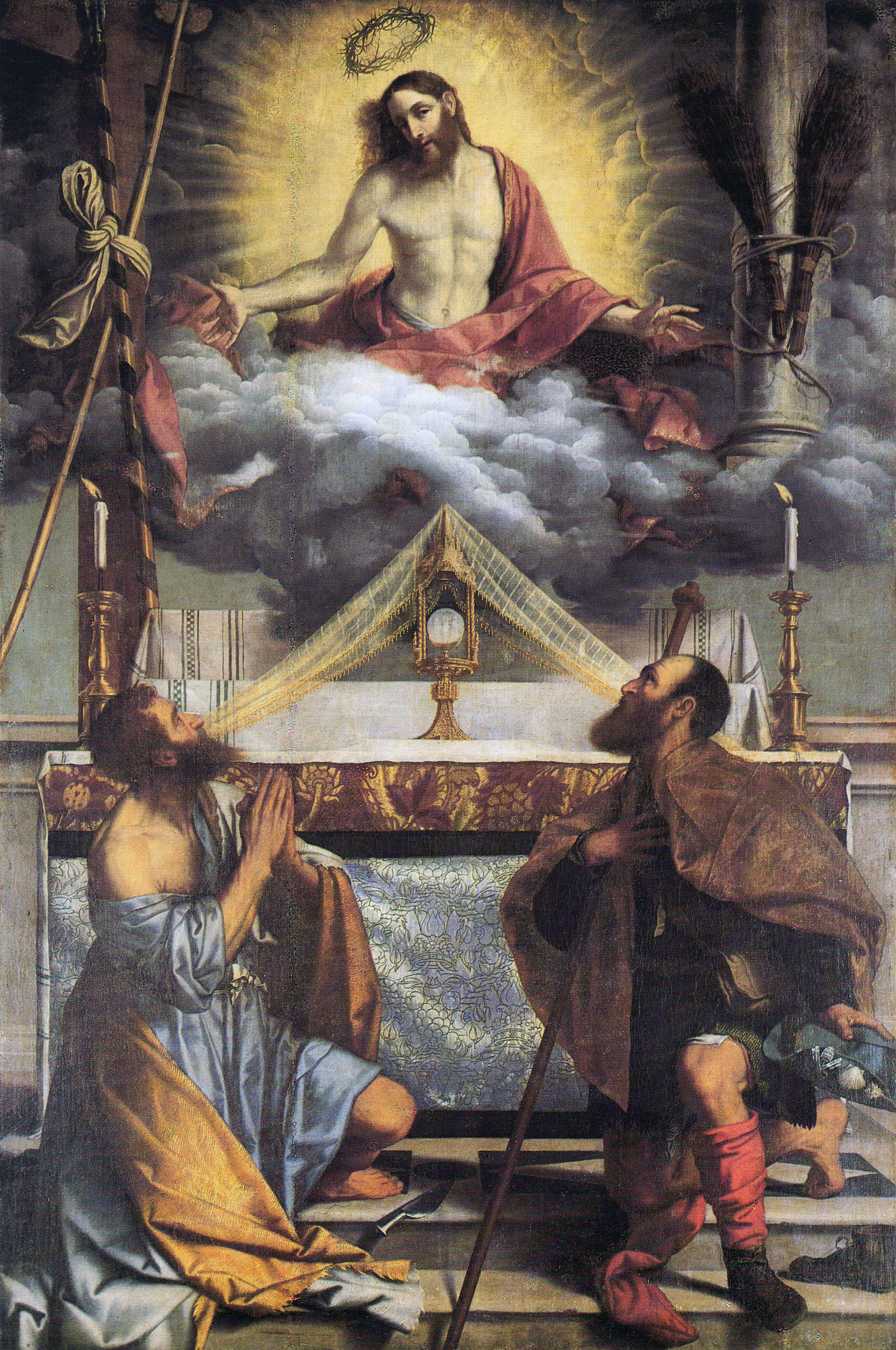
Der eucharistische Christus erscheint den Heiligen Andreas und Rochus, 1545, San Bartolomeo, Casteneledo

1533 war er wohlhabend genug, um sich ein Haus in San Clemente zu kaufen. Nachdem im selben Jahr während einer Pestepidemie in Paitone einem Hirtenjungen die Jungfrau Maria erschienen war, malte Moretto das Bild Madonna für das Santuario della Madonna in Paitone. Auf diese Arbeit soll er sich laut Fenaroli mit Gebeten und Fasten vorbereitet haben.
Daneben war er seit 1531 mit der Dekoration der Sakramentskapelle im Duomo Vecchio beschäftigt, für die er bis 1534 die Gemälde Der schlafende Elias, das Opfer Isaaks und die Heiligen Markus und Lukas schuf; erst 1553–54 malte er das Ostermahl.
1535 folgte er einer Einladung der Isabella d’Este, Herzogin von Mantua, nach Solarolo.
Die sogenannte Pala Rovelli vollendete er 1539, mit einer Darstellung des Hl. Nikolaus von Bari, der die Schüler von Galeazzo Rovelli der Madonna vorstellt (heute: Pinacoteca Tosio Martinengo, Brescia; siehe Abb. oben). Im Jahr darauf folgte die Madonna in Glorie mit fünf Heiligen für die Kirche San Giorgio in Braida in Verona.
Im Zeitraum von 1535 bis 1547 nahm er nachweislich an Sitzungen in der Domschule von Brescia teil, und zwischen 1541 und 1552 war er in verschiedene Geldgeschäfte involviert.
1541 vollendete er die Himmelfahrt Mariä in Santi Nazaro e Celso (Brescia). Im gleichen Jahr schuf er für Bartolomeo Averoldi und dessen Neffen Aurelio ein Altarbild Madonna in Glorie mit der Hl. Elisabeth und den Stiftern für die Kirche Santa Maria della Ghiara in Verona; dieses Bild gelangte später nach Berlin ins (ehemalige) Kaiser Friedrich Museum (Nr. 197) und wurde im Zweiten Weltkrieg zerstört.

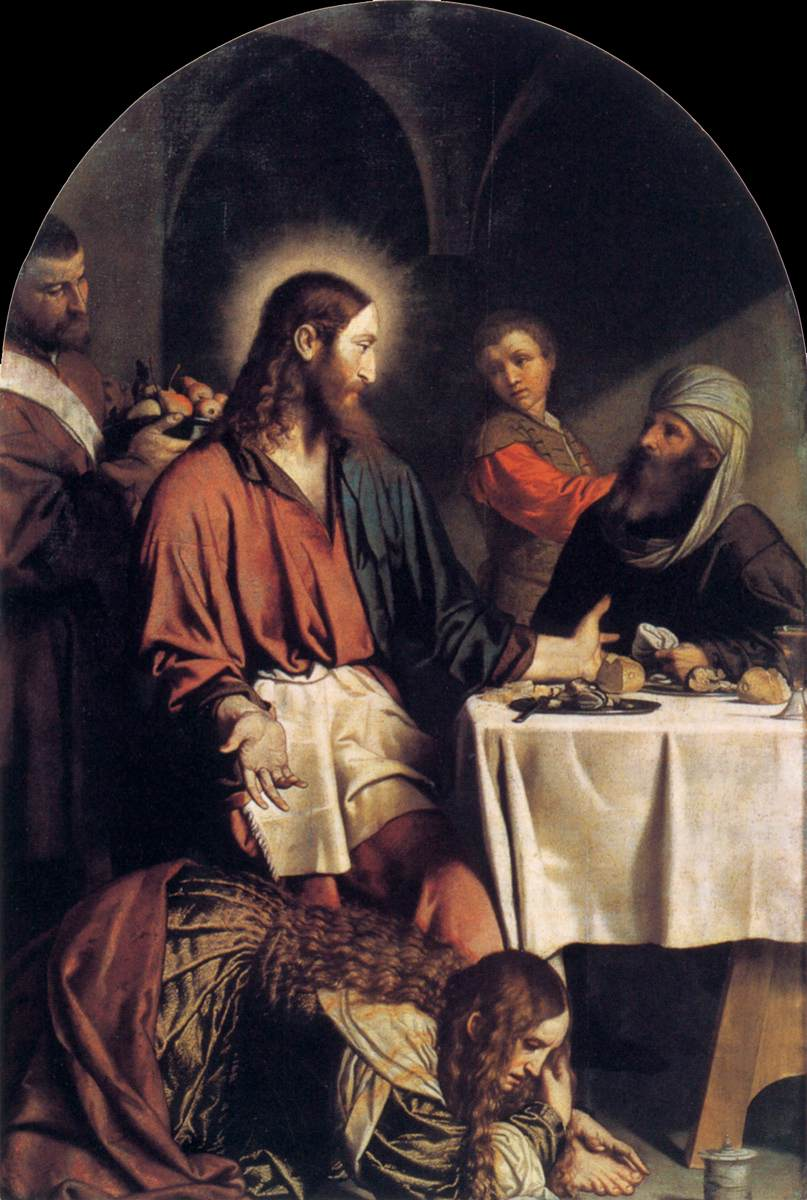
Gastmahl im Hause des Simon, 1550–54, Santa Maria in Calchera, Brescia

Auch ein 1544 entstandenes Porträt von Pietro Aretino (laut Fenaroli, 1877, S. 267 f)  ist heute verschollen.
In den 1540er Jahren malte er außerdem mehrere Altarbilder für die Kirche San Clemente, darunter die Madonna di San Clemente (1548), wo er die „Heiligen Klemens, Dominicus und Florian, Katharina und Magdalena, darüber inmitten eines Chors von Engeln Maria mit dem Kinde“ darstellte.
Um 1550 heiratete der über 50-jährige Maria Moreschini, die ihm drei Kinder gebar, die Töchter Caterina und Isabella und den Sohn Pietro Vincenzo, der später in ein Jesuitenkloster eintrat.
Zu seinen letzten Meisterwerken gehören die Krippe für Santa Maria delle Grazie und das Gemälde Christus mit dem Engel, die sich heute beide in der Pinacoteca Tosio Martinengo in Brescia befinden.
Am 9. November 1554 machte er sein Testament, und da seine Testamentsvollstrecker am 22. Dezember eines seiner Häuser verkauften, kann man davon ausgehen, dass er in diesem Zeitraum verstarb.
Unter seinen unvollendeten Werken befand sich das Bild Melchisedek und Abraham für die Sakramentskapelle im Duomo Vecchio von Brescia, das 1555 von Luca Mombello fertiggestellt wurde.
Morettos berühmtester Schüler war Giovanni Battista Moroni.

## Würdigung

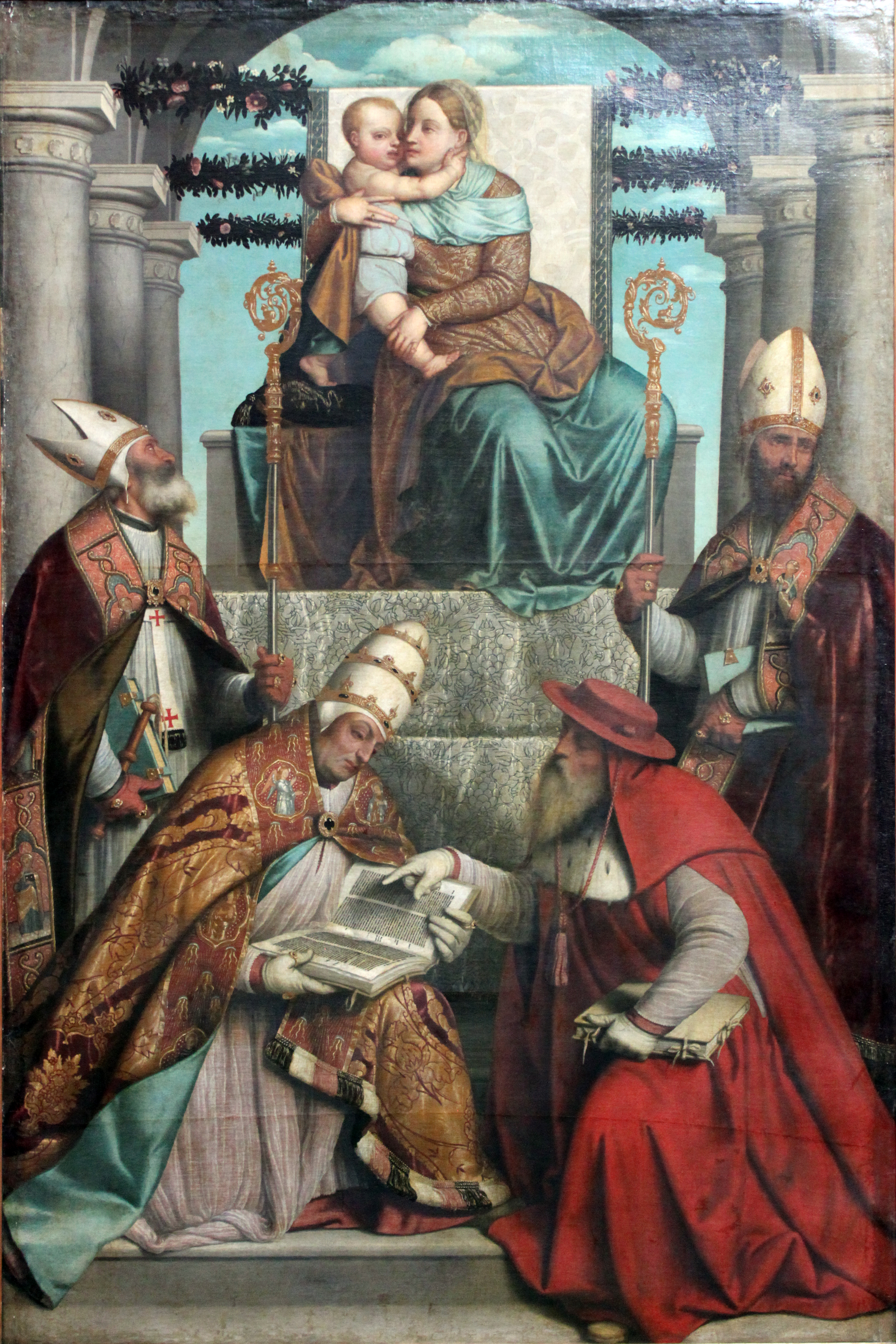
Thronende Madonna mit Kind und Heiligen, 1545, Städel, Frankfurt a. M.

Alessandro Bonvicino, genannt il Moretto, gehört zusammen mit Romanino und Gerolamo Savoldo zu den bedeutendsten Malern der veneto-lombardischen Schule des seinerzeit unter venezianischer Herrschaft stehenden Brescia. Er hinterließ ein umfangreiches, zum Teil etwas unausgeglichenes, Œuvre von beinahe 200 dokumentierten Werken, von denen sich ein großer Teil nach wie vor in den Kirchen seiner Heimatstadt und ihrer Umgebung befinden; hinzu kommen zahlreiche Zuschreibungen.
Moretto wuchs in der Tradition des Vincenzo Foppa auf, verarbeitete jedoch bereits als junger Mann vielfältige Einflüsse zu einem eigenen markanten und malerisch virtuosen Stil, unter anderem zeigte er sich offen gegenüber den venezianischen Neuerungen von Giovanni Bellini, und später auch von Lorenzo Lotto und Tizian. Auch Werke Raffaels scheint er durch Stiche gekannt zu haben (u. a. sichtbar in der Hl. Justina von Wien). Sein scharf beobachtender Realismus weist außerdem Parallelen zu Hans Holbein auf. Als typisch für Moretto – und typisch lombardisch – gilt eine etwas kühle Atmosphäre, die in der Literatur als „silbriggraues“ oder „silbriges“ Kolorit bezeichnet wird. Seine religiösen Werke sind oft von einem deutlichen Hang zu Mystik geprägt. Diese Wirkung erreicht er nicht zuletzt durch eine charakteristische Durchmischung der realen Ebene mit religiös-spirituellem Erleben.

„In seinen Werken vereinigt er seelenvollen Ausdruck, freie und anmutige Haltung mit großer Frische und Zartheit des Fleischtons, einer silbernen Färbung und einem anmutigen Spiel von Hell und Dunkel. Besonders charakterisieren seine Bilder helle Hintergründe, aus welchen die Figuren dem Beschauer mit vollem Leben entgegentreten, und die geschickte Nachahmung von Atlas, Samt, Gold- und Silberstoffen. Seine zahlreichen kirchlichen Bilder zeugen von tief religiösem Gefühl. … M. hat auch Bildnisse von gleicher Größe der Auffassung und Kraft des Kolorits gemalt.“

2017 wurde der Asteroid (6943) Moretto nach ihm benannt.

## Bildergalerie

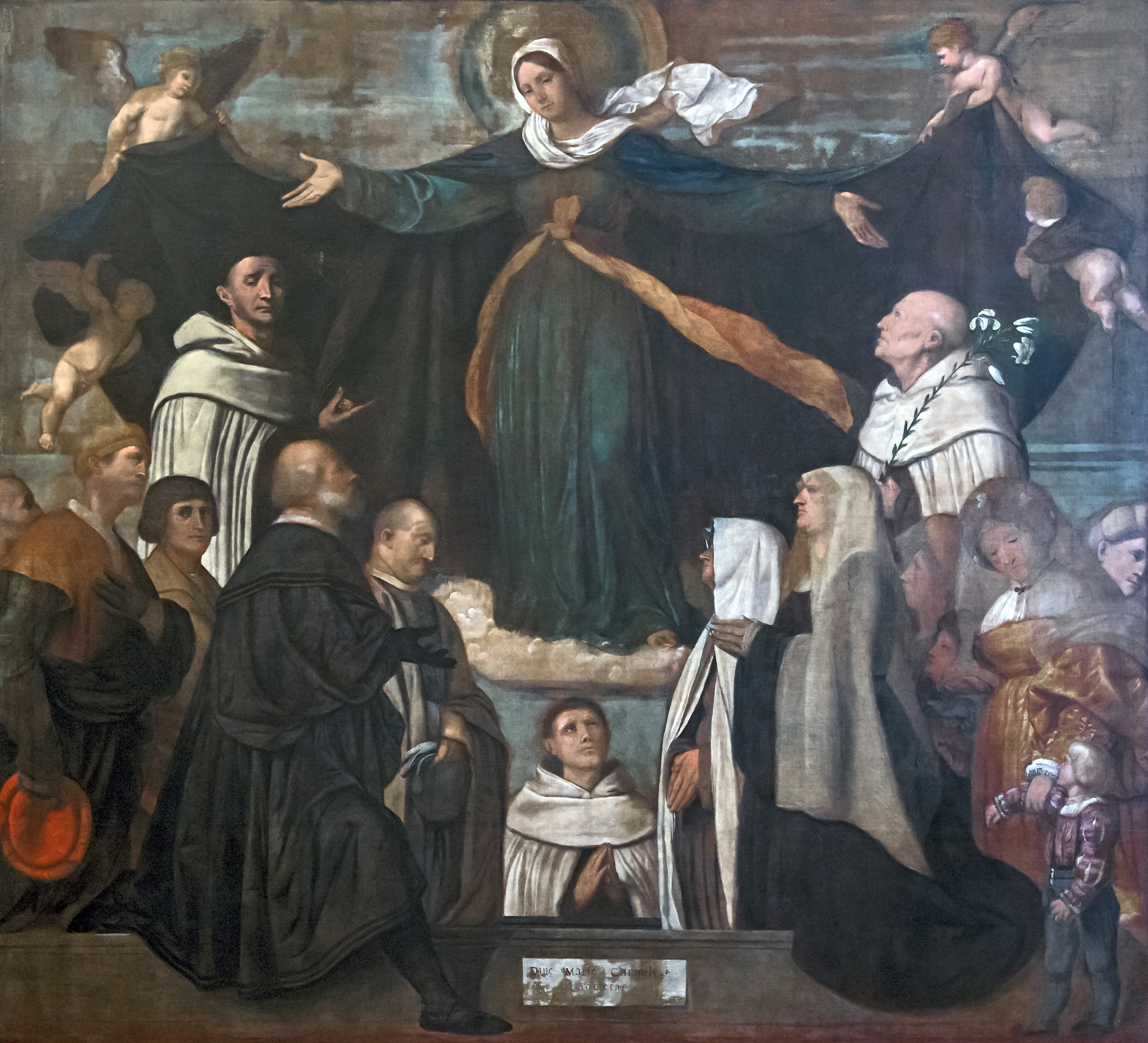
Die Madonna vom Karmel, ca. 1522, Accademia, Venedig
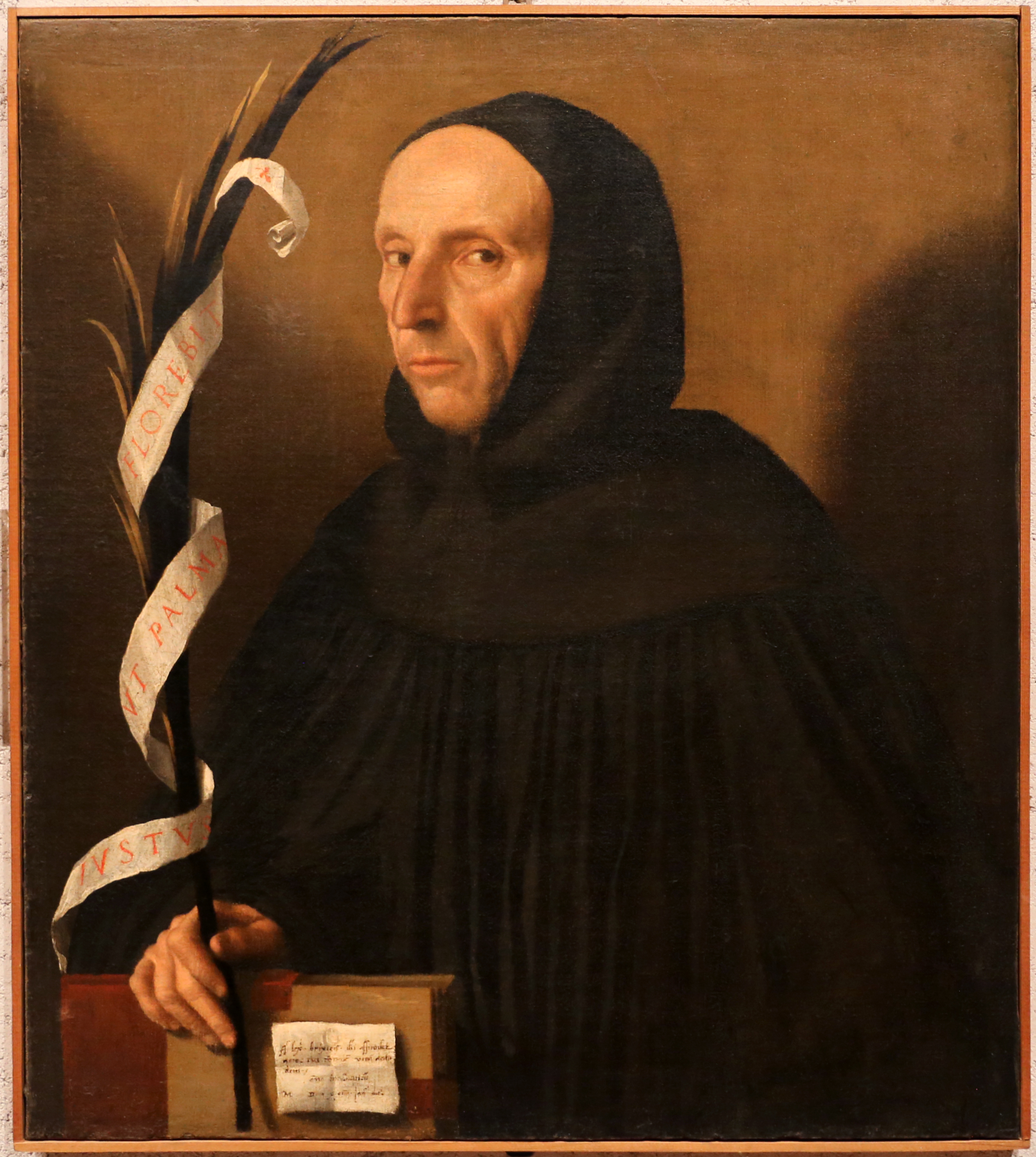
Porträt eines Dominikaners (Savonarola ?), 1524, Museo di Castelvecchio, Verona
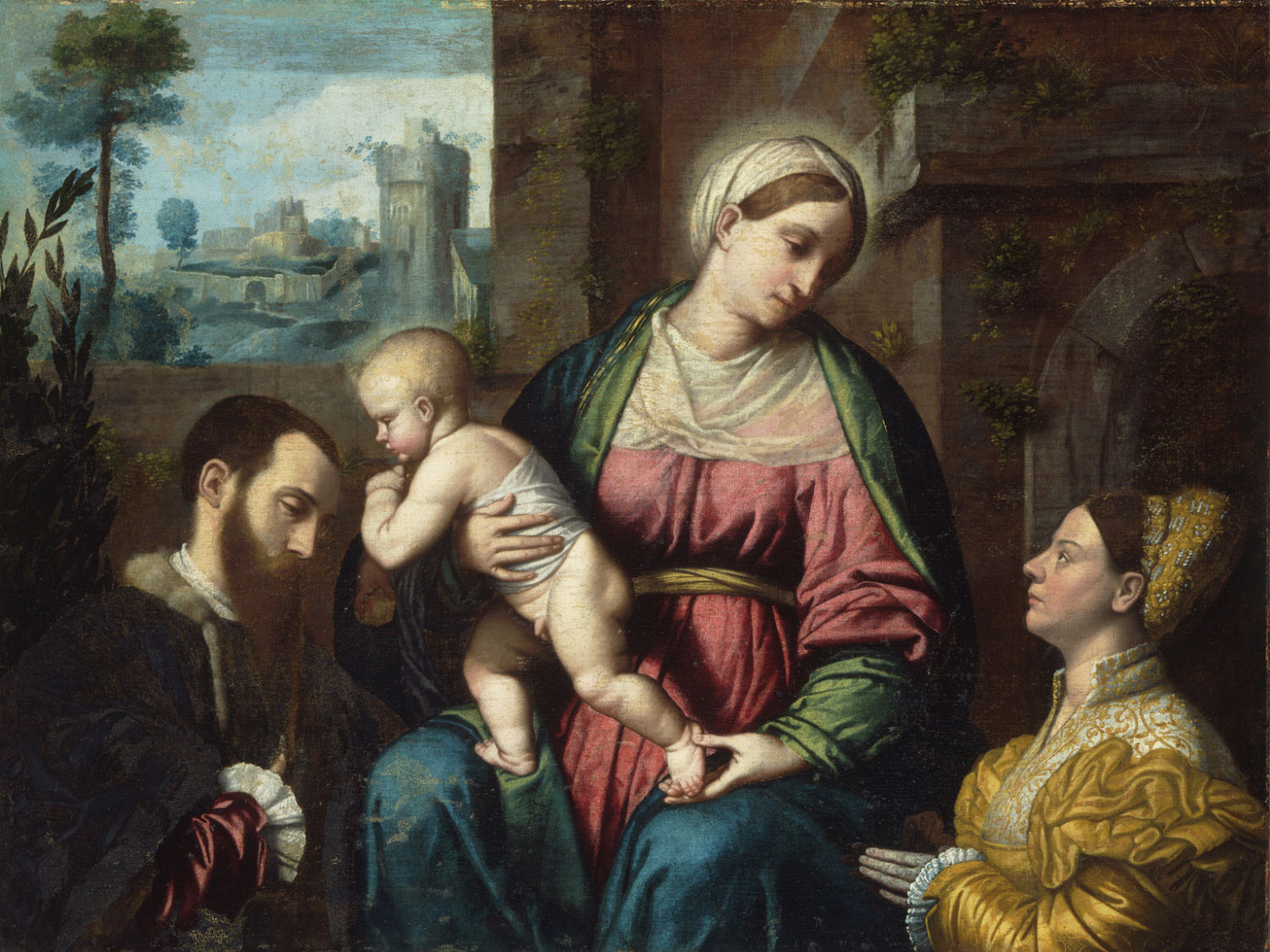
Madonna mit Kind und Stiftern, ca. 1528, Philadelphia Museum of Art
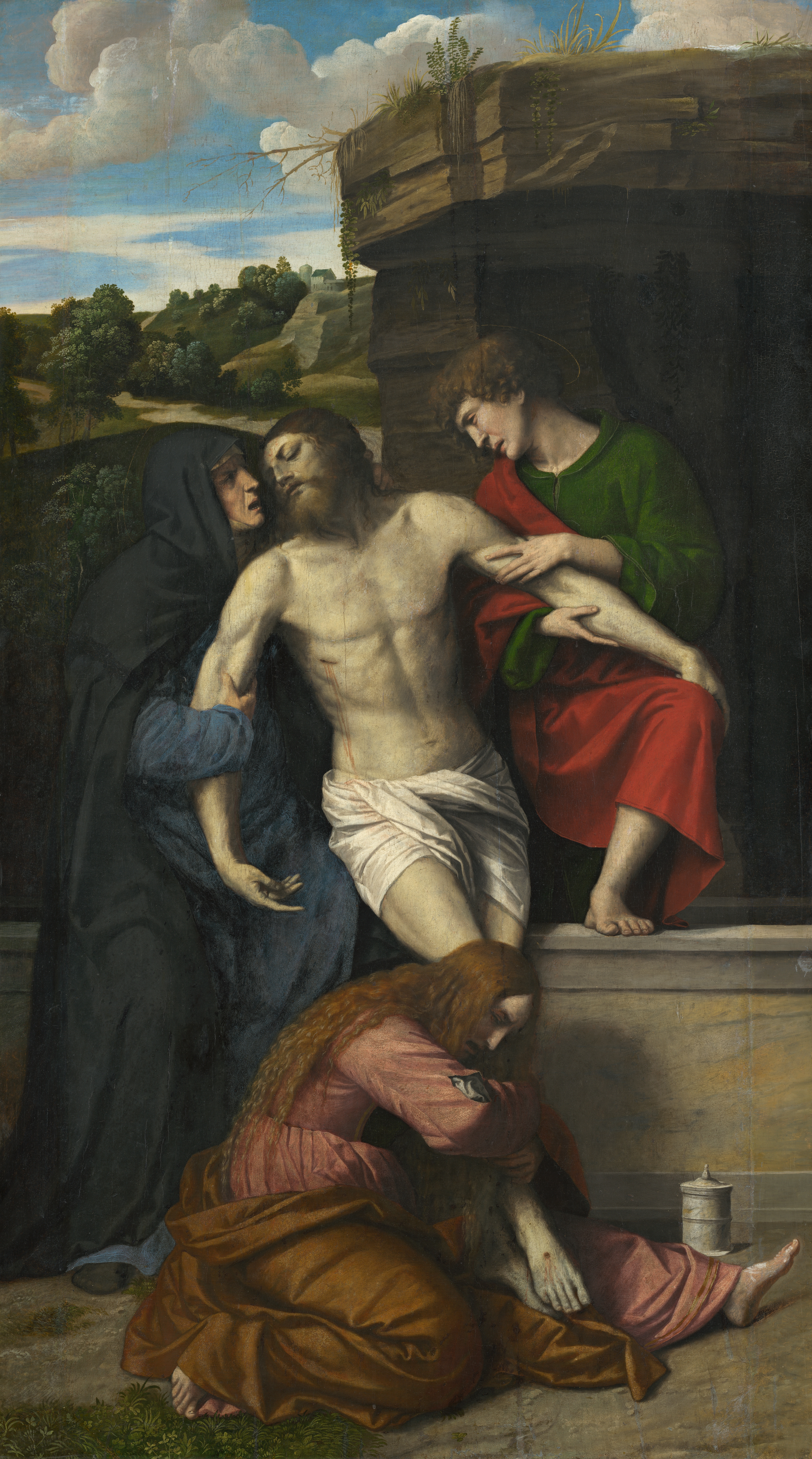
Pietà, ca. 1520–30, National Gallery of Art, Washington
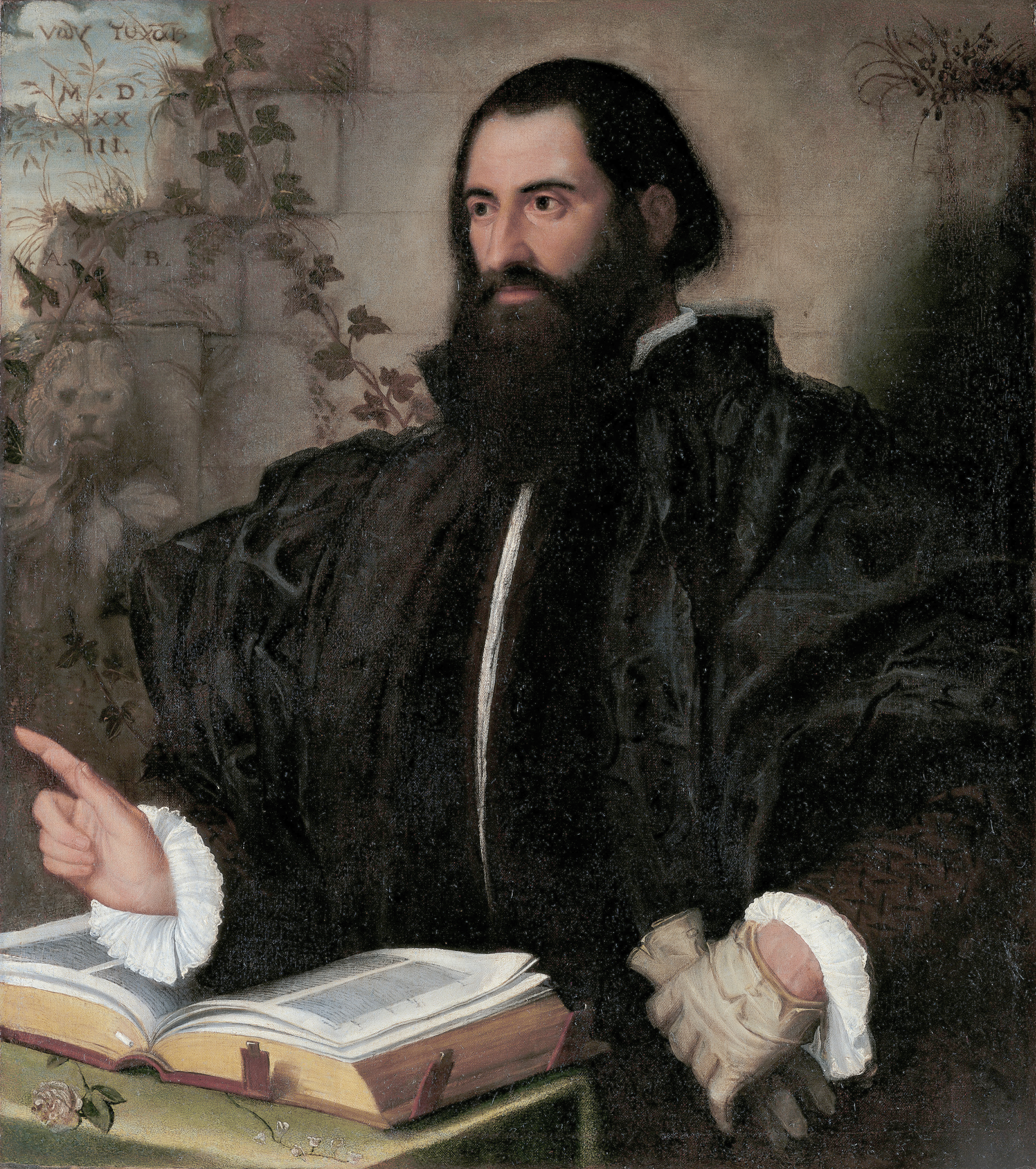
Bildnis des Pietro Andrea Mattioli, 1533, Palazzo Ridolfo e Giovanni Francesco Brignole Sale (Palazzo Rosso), Genua
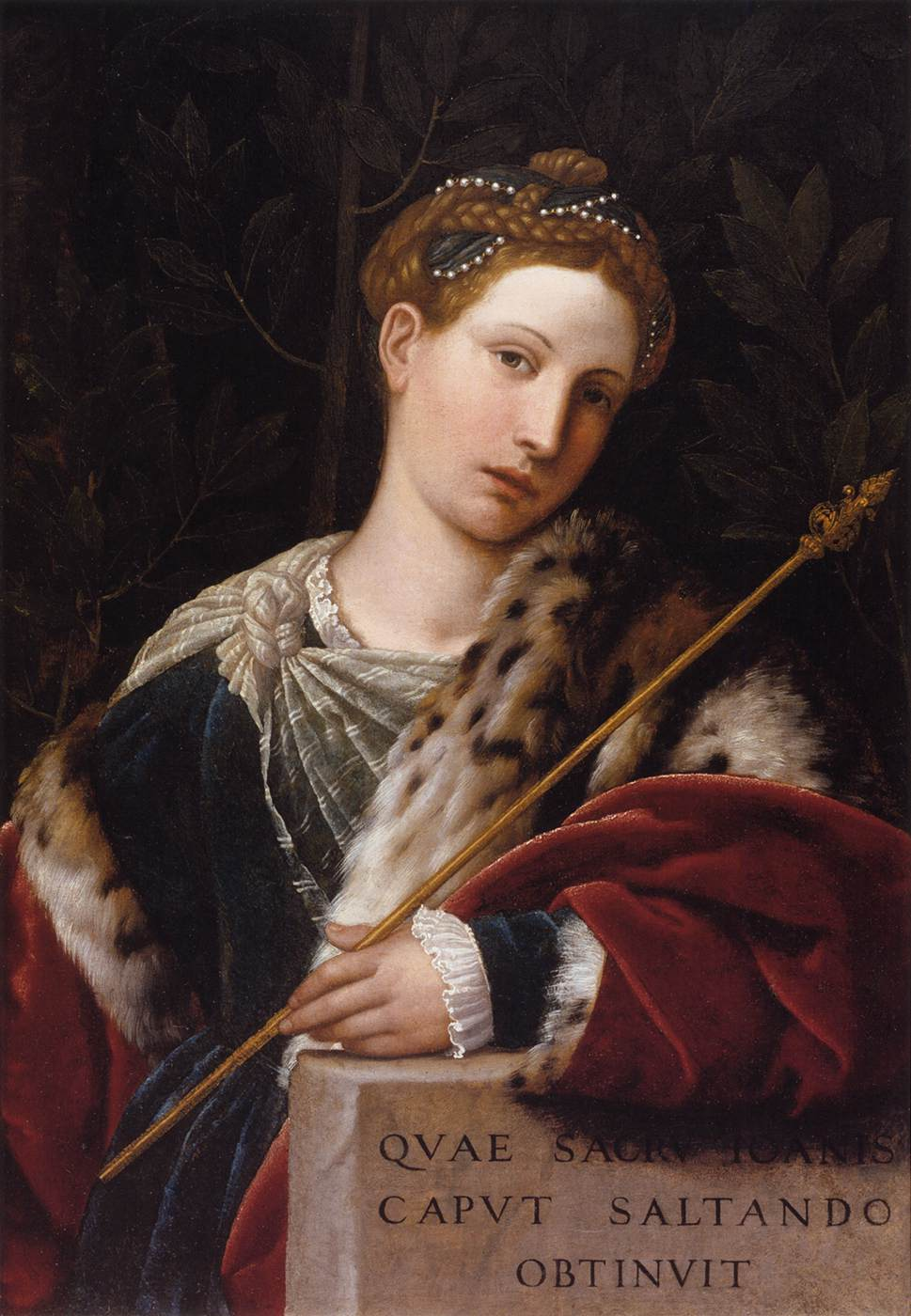
Tullia d’Aragona (?) als Salomé, ca. 1537, Pinacoteca Tosio Martinengo, Brescia
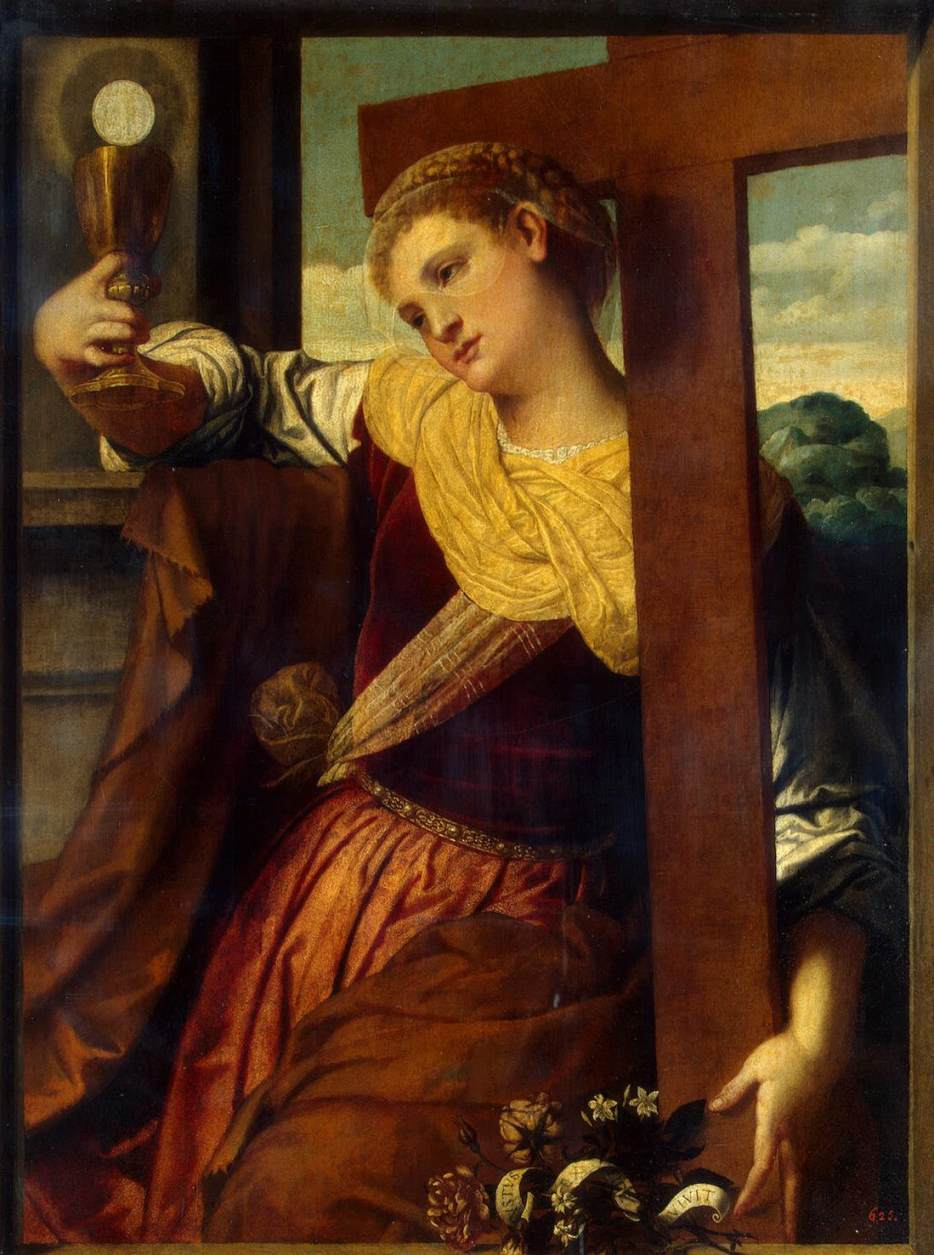
Allegorie des Glaubens, um 1540, Eremitage, St. Petersburg
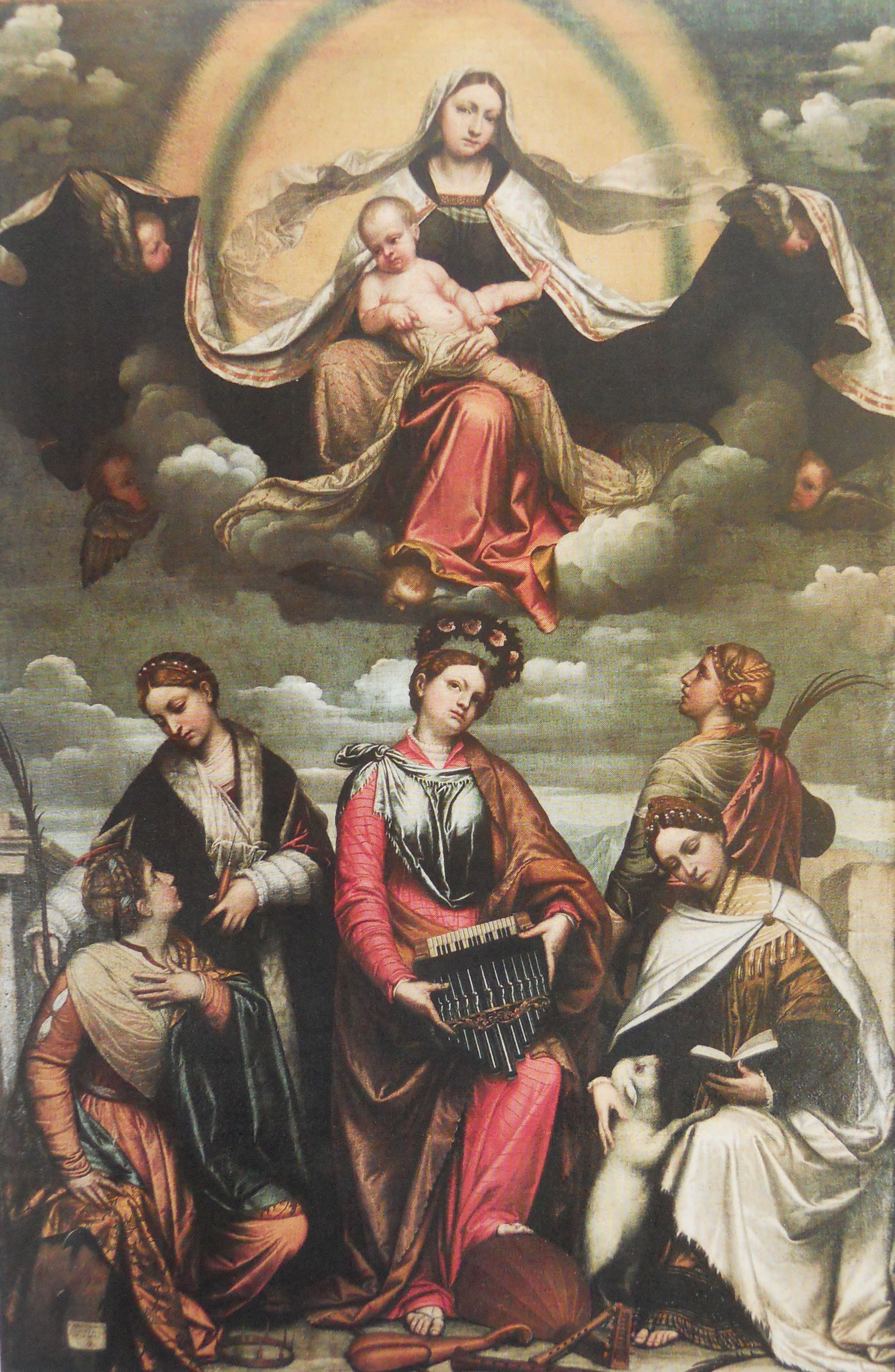
Madonna in Glorie mit den Hl. Katharina, Lucia, Caecilia, Barbara und Agnes, ca. 1540, San Giorgio in Braida, Verona
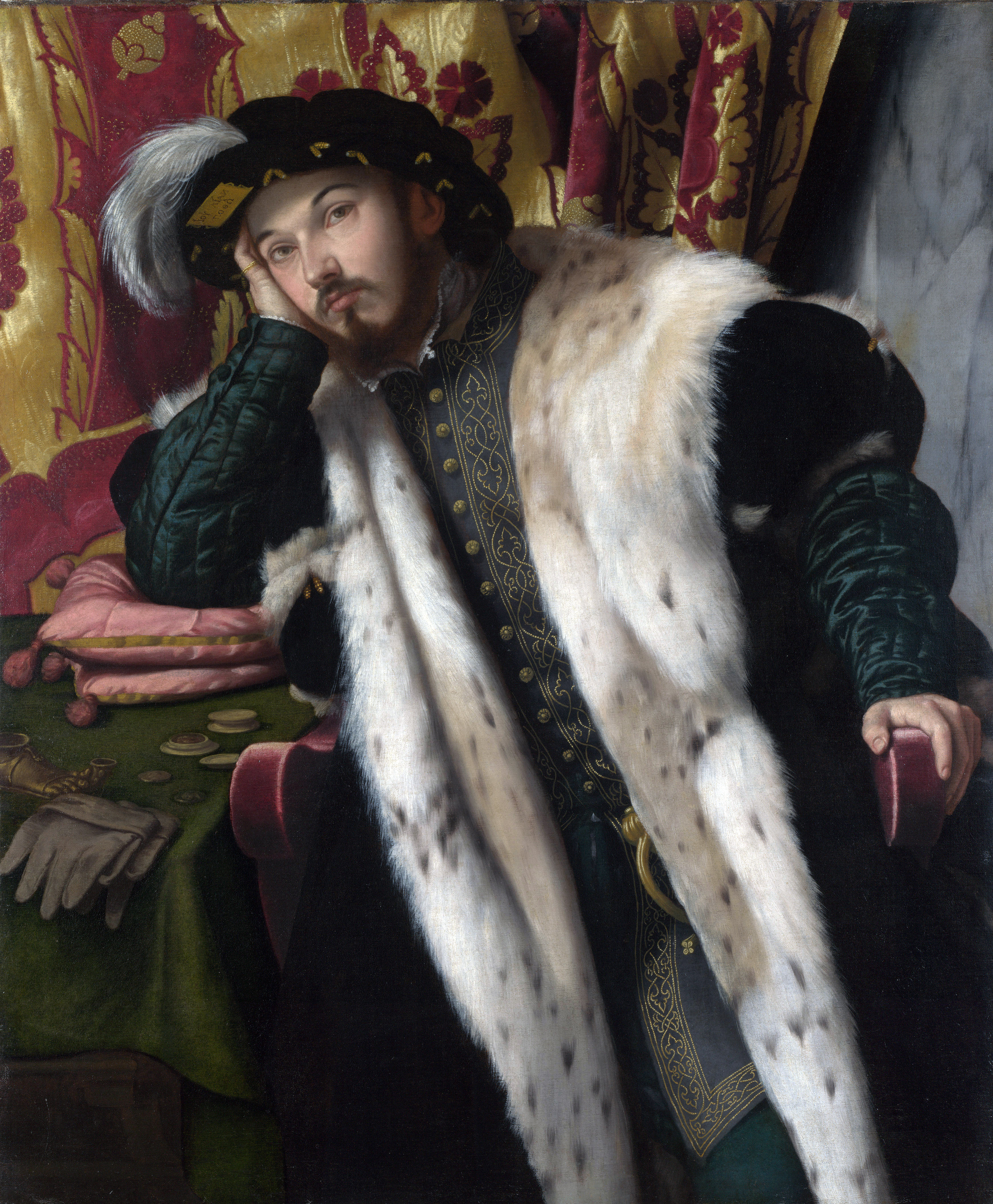
Porträt eines Edelmannes (Fortunato Martinengo Cesaresco ?), 1540–45, National Gallery, London
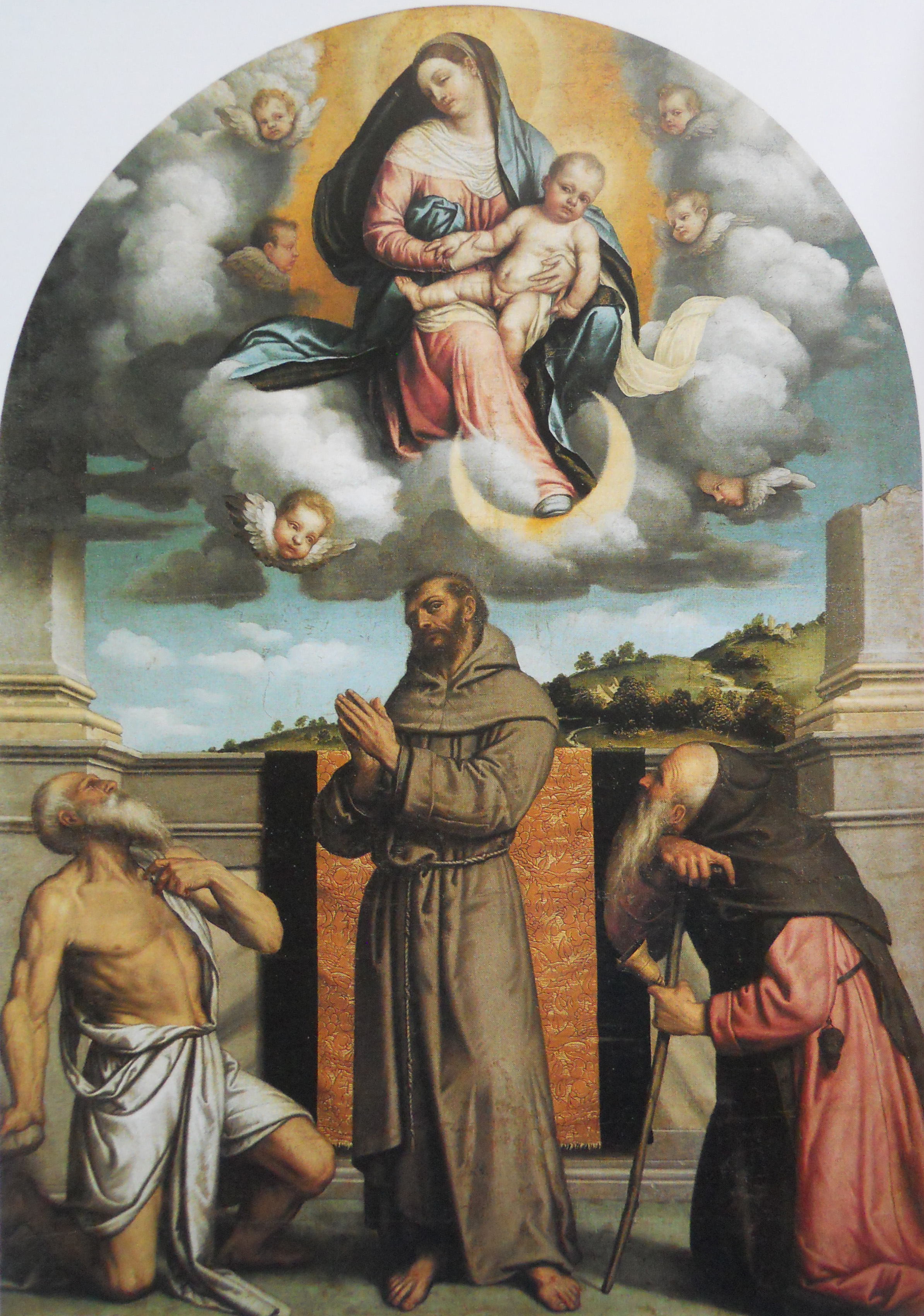
Madonna in Glorie mit den Hl. Hieronymus, Franziskus und Antonio Abate, 1543, Pinacoteca di Brera, Mailand
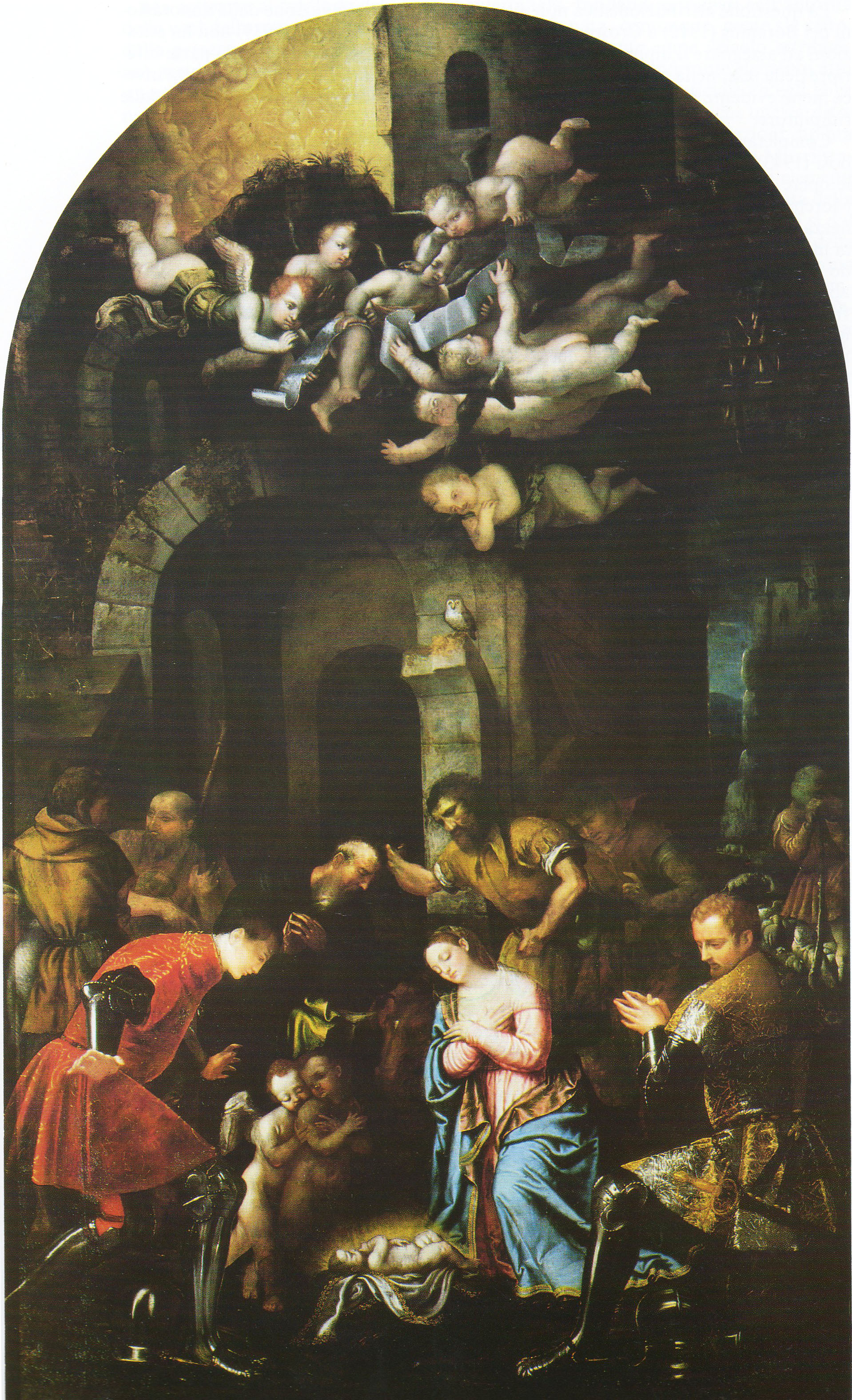
Anbetung der Hirten mit den Hln. Nazarus und Celso, Santi Nazaro e Celso, Brescia
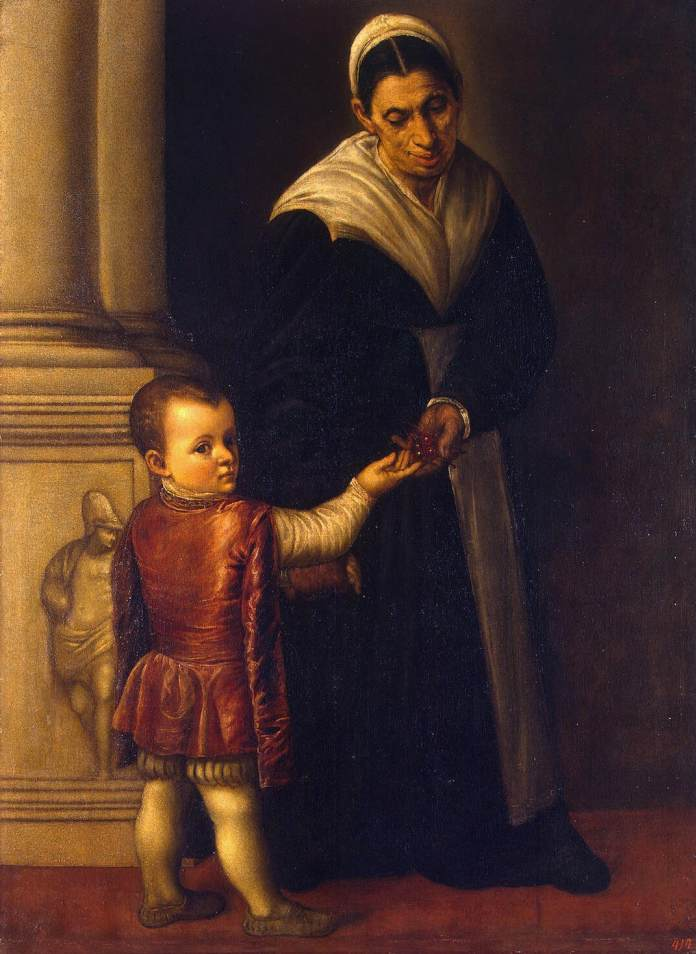
Bildnis eines Jungen mit seinem Kindermädchen, ca. 1547–49, Eremitage, St. Petersburg

## Werke (Auswahl)
- Die Hln. Faustinus und Giovita, 1515–18 (innere Orgelflügel, einst im Duomo vecchio in Brescia), Santa Maria in Valvendra, Lovere (gemeinsam mit Ferramola)
- Christus am Kreuz mit einem Stifter, Accademia Carrara, Bergamo, 1518 (ehem. datiert),
- Bildnis eines Mönchs, Museo Civico, Verona, 1519
- Das Mannawunder, Letztes Abendmahl, Elias und der Engel, die hl. Markus und Lukas und sechs Propheten, 1521–24, Fresken in der Cappella del Sacramento von San Giovanni Evangelista, Brescia  (gemeinsam mit Romanino)
- Himmelfahrt Mariä, 1524–1526, Alter Dom (Duomo vecchio), Brescia
- Bildnis eines Edelmannes, 1526, National Gallery, London
- Mann von 36 Jahren, 1527, Sammlung Leuchtenberg, St. Petersburg
- Pfingsten, Geburt Christi, Gastmahl in Emmaus, vor 1530, Pinacoteca Tosio Martinengo, Brescia,
- Madonna della Misericordia, vor 1530, Accademia, Venedig
- Pala von Manerbio (Madonna in Glorie mit Heiligen und Stifter), vor 1530, Gemeindekirche, Manerbio
- Pala von Pozzano (Madonna mit Kind und den Hl. Martin und Katharina), vor 1530, Gemeindekirche, Pozzano
- Die hl. Margherita da Cortona zwischen den Hl. Hieronymus und Franziskus von Assisi, 1530, San Francesco, Brescia
- Bethlehemitischer Kindermord, 1530–32, San Giovanni Evangelista, Brescia
- Christus in der Wüste, Metropolitan Museum, New York
- Christus und die Samariterin, Accademia Carrara, Bergamo
- Der tote Christus mit den Hl. Hieronymus und Dorothea, Santa Maria Calchera, Brescia
- Marienkrönung, San Giovanni Evangelista, Brescia
- Madonna, Sant‘ Alessandro, Bergamo
- Hl. Justina mit dem Einhorn und einem Stifter, Kunsthistorisches Museum, Wien
- Madonna, Santuario della Madonna, Paitone
- Der schlafende Elias, das Opfer Isaaks und die Hln. Markus und Lukas, 1531–34, Cappella del Sacramento im Duomo vecchio, Brescia
- Krönung Mariens mit Heiligen (Erzengel Michael, Joseph, Franziskus von Assisi, Nikolaus von Bari), 1530–40, Santi Nazzaro e Celso, Brescia
- Pala von Marmentino (Pietà mit den hl. Cosmas und Damian), 1530–40, Gemeindekirche, Marmentino
- Madonna in Glorie mit Heiligen und dem Kardinal U. Gambara und Thronende Madonna mit den Hl. Rochus und Sebastian, 1530–40, Gemeindekirche, Pralboino
- Pala Rovelli (Madonna mit Kind und dem hl. Nikolaus von Bari), 1539, Pinacoteca Civica Tosio Martinengo, Brescia,
- Madonna in Glorie mit fünf Heiligen, 1540, San Giorgio in Braida, Verona
- Anbetung der Hirten, 1541 (urspr. für Santa Maria della Ghiara, Verona), Staatliche Gemäldegalerie, Kassel
- Himmelfahrt, 1541, Santi Nazaro e Celso, Brescia
- Pala Luzzago (Madonna in Glorie und die Hl. Michael, Franziskus von Assisi und Stifter), 1542 (urspr. für San Giuseppe, Brescia), Pinacoteca Civica Tosio Martinengo, Brescia
- Fresken im Palazzo Salvadego, 1543, Brescia (Lovarini)
- Mystische Hochzeit der hl. Katharina mit den Hln. Hieronymus und Paulus, 1543, San Clemente, Brescia
- Pala di San Francesco (für San Francesco, Brescia), 1543:
  - Mariä Himmelfahrt und die Hl. Clara, Katharina, Hieronymus und Paulus, Pinacoteca di Brera, Mailand (Brera),
  - die Hl. Bonaventura und Antoniua von Padua, Louvre, Paris.
- Christus im Hause des Levi, 1544, (urspr. für San Giacomo, Monselice) Chiesa della Pietà, Venedig
- Madonna di San Clemente, 1548, San Clemente, Brescia
- Salomè, nach 1540, Pinacoteca Tosio Martinengo, Brescia
- Bildnis eines jungen Mannes (Sciarra Martinengo ??), nach 1540, National Gallery, London
- Fünf Heilige (Caecilia, Lucia, Barbara, Agnes und Agathe), nach 1540, San Clemente, Brescia
- Hochzeit zu Kana, nach 1540, SS. Fermo e Rustico, Lonigo,
- Anbetung der Hirten, nach 1540, Pinacoteca Tosio Martinengo, Brescia
- Madonna mit Kind und Heiligen, nach 1540, Städel Institut, Frankfurt
- Gastmahl im Hause des Pharisäers, nach 1540, Santa Maria in Calchera, Brescia
- Christus in Passion mit Engel, nach 1540, Pinacoteca Tosio Martinengo, Brescia
- Ecce homo, nach 1540, Galleria nazionale di Capodimonte, Neapel
- Das Ostermahl und Melchisedek und Abraham, 1553–55, Cappella del Sacramento im Duomo vecchio, Brescia (vollendet von Luca Mombello)
- Grablegung, 1554, Metropolitan Museum, New York